# Choerodon sugillatum
Choerodon sugillatum là một loài cá biển thuộc chi Choerodon trong họ Cá bàng chài. Loài này được mô tả lần đầu tiên vào năm 1987.

## Từ nguyên
Từ định danh sugillatum trong tiếng Latinh mang nghĩa là "có màu xanh đen", hàm ý đề cập đến vệt đốm đen viền xanh đặc trưng của loài cá này.

## Phạm vi phân bố và môi trường sống
C. sugillatum là một loài đặc hữu của vùng biển phía bắc nước Úc, được tìm thấy từ quần đảo Dampier (Tây Úc) trải dài đến đảo One Tree (ngoài khơi Queensland).
C. sugillatum sống ở những khu vực có nền cát phẳng, trong các thảm cỏ biển hoặc rong biển, độ sâu đến ít nhất là 120 m.

## Mô tả
Chiều dài lớn nhất được ghi nhận ở C. sugillatum là 24 cm. Cá trưởng thành có một vạch đen viền xanh lam ở thân trên, ngay dưới các gai vây lưng. Xung quanh mắt có các vệt sọc màu xanh lam.
Số gai ở vây lưng: 13; Số tia vây ở vây lưng: 7; Số gai ở vây hậu môn: 3; Số tia vây ở vây hậu môn: 10; Số tia vây ở vây ngực: 15; Số gai ở vây bụng: 1; Số tia vây ở vây bụng: 5.

## Sinh thái học
Thức ăn của C. sugillatum có thể là những loài động vật có vỏ cứng như những loài cùng chi. Chúng cũng được đánh bắt nhằm mục đích thương mại trong ngành thủy sản lẫn cá cảnh ở Lãnh thổ Bắc Úc.

### Trích dẫn
- Gomon, Martin F. (2017). “A review of the tuskfishes, genus Choerodon (Labridae, Perciformes), with descriptions of three new species” (PDF). Memoirs of Museum Victoria. 76: 1–111. doi:10.24199/j.mmv.2017.76.01.